# Yellville
Yellville är administrativ huvudort i Marion County i Arkansas. Orten har fått sitt namn efter politikern Archibald Yell. Yellville hade 1 204 invånare enligt 2010 års folkräkning.